# 메카 전투 (1924년)
메카 전투는 제2차 사우디-하심 전쟁의 일부로 타이프 대학살 이후 현재 사우디아라비아의 메카에서 일어난 전투이다. 헤자즈의 왕 후세인 빈 알리는 메카 키슬라가 사우디군에게 함락되자 무기를 버리고 메카에서 지다로 탈출했다. 메카 전투로 인해, 이크완군과 사우디군이 메카를 점령했다.
이후 후세인은 아들인 알리 빈 후세인을 헤자즈의 왕으로 선포한 이후 아카바. 이후 키프로스로 도망쳤다.

## 같이 보기
- 사우디아라비아의 역사

## 추가 자료
- Al-Harbi, Dalal: King Abdulaziz and his Strategies to deal with events : Events of Jeddah. 2003, King Abdulaziz national library. ISBN 9960-624-88-9.